# Platerosia
Platerosia is een geslacht van vlinders van de familie Uraniavlinders (Uraniidae), uit de onderfamilie Epipleminae.

## Soorten
- P. albipennis Warren, 1907
- P. rotundipennis Warren, 1896